# THE GUILTY/ギルティ (2021年の映画)
『THE GUILTY/ギルティ』（原題：The Guilty）は、2021年制作のアメリカ合衆国のスリラー映画。
2018年のデンマークのスリラー映画『THE GUILTY/ギルティ』のハリウッド・リメイク。アントワーン・フークア監督、ジェイク・ジレンホール主演兼・製作。2021年9月24日に一部で劇場公開され、10月1日にNetflixで独占配信された。

## あらすじ
LAPDのジョー・ベイラー巡査は、8か月前に勤務中に起こしたある事件の裁判を待つ間、911コールセンターで夜勤に就いていた。ある時エミリーという女性から、元夫のヘンリーに誘拐され車でどこかに連れて行かれると通報を受ける。ジョーは直ぐに交通警察(CHP)に報告するが、ナンバーがわからないため車の位置を追跡できない。
ジョーはエミリーの自宅に電話をかけ、6歳の娘アビーと話す。アビーからヘンリーの携帯番号を聞き出し、そこから車のナンバープレートを特定。またヘンリーに暴行の前科があることも知る。
ジョーはミラー巡査部長に状況を報告し、エミリーの家に警官を派遣して、アビーと幼い弟オリバーの保護を依頼する。しかし令状なしでヘンリーのアパートを捜査することについては、ミラーは拒否する。
ジョーはヘンリーの行き先を掴むため、代わりに元パートナーのリックに頼み、ヘンリーの家に向かわせる。
2人の警官がエミリーの家に辿り着くと、オリバーが重傷を負って瀕死の状態でいるのを発見する。ヘンリーが赤ん坊を手に掛けたと考えたジョーは、エミリーと再び電話をつなげ、彼女に車から脱出させようと指示するが、失敗に終わる。
一方リックは、ヘンリーのアパートで、エミリーがサンバーナーディーノのパットン精神病院に入院していたことを示す書類を見つける。ヘンリーはエミリーを誘拐したのではなく、精神病院に連れ戻そうとしていた。

## キャスト
※括弧内は日本語吹替
- ジョー・ベイラー：ジェイク・ジレンホール（内田夕夜[7]）
- デニーズ・ウェイド：クリスティナ・ヴィダル（山口協佳[8]）
- マニー：エイドリアン・マルティネス（中島智彦[8]）

声の出演
- ビル・ミラー：イーサン・ホーク（咲野俊介[9]）
- エミリー・ライトン：ライリー・キーオ（花村さやか[8]）
- CHPディスパッチャー：ダヴァイン・ジョイ・ランドルフ
- ティム：デヴィッド・カスタニェーダ
- マシュー・フォンテノット：ポール・ダノ
- ヘンリー・フィッシャー：ピーター・サースガード（杉村憲司[8]）
- アビー：クリスティーナ・モントーヤ（大川春菜[8]）
- ジェス：ジリアン・ツィンザー（中村綾[8]）
- マチルデ・オスタゴー : カティンカ・エヴァース=ヤーンセン (望田ひまり)
- リック： イーライ・ゴリー（英語版）（長谷川敦央[8]）
- キャサリン： エディ・パターソン（英語版）（木村香央里[8]）
- ドルー・ナッシュ：ボー・ナップ

## 評価
Rotten Tomatoesでは映画批評家が74%の支持評価となった。